# Giovanni Giacomo Monti
Pour les articles homonymes, voir Monti.
Giovanni Giacomo Monti, né en 1620 et mort en 1692, est un peintre baroque italien du XVIIe siècle actif dans le style de la Quadratura.

## Biographie
Né en 1620, Giovanni Giacomo Monti a été élève d'Agostino Mitelli, principal représentant du style de la Quadratura et est devenu collègue de Baldassare Bianchi, beau-frère de Mitelli. Leur relation est devenue très proche et les deux collaborateurs sont entrés au service de la cour de la Maison de Gonzague, à Mantoue. Ils avaient comme collaborateur de second plan Giovanni Battista Caccioli de Budrio qui étaient l'élève de Domenico Maria Canuti et le disciple de Carlo Cignani.